# Riksdagen 1710
Riksdagen 1710 ägde rum i Stockholm.
Ständerna sammanträdde den 10 mars 1710 och riksdagen avslutades den 4 april 1710. Lantmarskalk var Hans Clerck. Prästeståndets talman var ärkebiskop Haquin Spegel. Borgarståndets talman var Anders von Hyltéen och bondeståndets talman Hans Staffansson i Bro.
Ständerna träffades medan Karl XII befann sig i krig utomlands. De hade vid denna tidpunkt inte varit sammankallade sedan kröningsriksdagen 1697. En så lång tid mellan deras sammanträden hade inte bevittnats sedan Gustav Vasas dagar.
Den nya riksförsamlingen utgjordes av uppemot trehundra valda medlemmar av alla stånd. Det var bekymmersamma frågor som förelades representanterna: Hur skulle de stora summor som behövdes för krigets fortsättning till lands och sjöss kunna anskaffas? Hur skulle den gapande statsbristen kunna fyllas? Ständerna föreslog att man borde försöka "förmå dem, som rike äro, att giva eller försträcka något till kronan"; att en skatt skulle läggas på bruket av vissa så kallade överflödsvaror, nämligen peruker och fontanger – vilka borde beskattas extra högt om de bars av drängar eller pigor – täckvagnar, schäsar och karrioler; att kyrkornas medel borde utlånas till kronan, och att kronans juveler, silver och en del andra tillgångar skulle säljas. Här var det även fråga om de kanoner som Karl XII tagit i sina krig och skickat hem som troféer. Om dem fattade dock ständerna inte något beslut utan hänsköt frågan till rådets avgörande.
De utvägar som 1710 års utskottsmöte kunde anvisa till att anskaffa medel inom riket var inte på långt när tillräckliga. Rådet fick därför bemyndigande att på ständernas ansvar uppta ett utländskt lån. Men ständerna nöjde sig inte med detta; de framställde klagomål till rådet och påyrkade i sina svar på den kungliga propositionen att rådet skulle arbeta för att uppnå fred och åter sammankalla dem "därest sådana händelser sig tilldroge, varpå hela rikets välfärd kunde bero". Och till dessa svar lade de en framställning av "Kungl. Maj:ts trogna undersåtars och ständers nu för tiden varande slätta tillstånd". Det var också nära att ständerna skickade en deputation till Karl XII "för att se, huru Hans Majestät mår", som det hette. Det förslaget stoppades dock av rådet.
När utskottsmötet avslutades efter knappt två månaders samvaro tvingades rådet medge att den egentliga avsikten med sammankallandet, nämligen att få anvisningar på nödiga medel, hade förfelats. Tvärtom hade ständermötet blott tjänat till "att så mycket mera röja deras stora oförmögenhet och fattigdom".